# 李方子
李 方子（り まさこ、朝: 이방자〈イ・バンジャ〉、1901年〈明治34年〉11月4日 - 1989年〈平成元年〉4月30日）は、日本の元皇族であり、李王垠の妃。梨本宮守正王と同妃伊都子の第1王女子。肥前佐賀藩主・鍋島直正の曾孫。旧名は、方子女王（まさこじょおう）。皇室典範における敬称は殿下。
宮家（梨本宮家）の第1王女子（女王）として生まれ、日本国内で王公族として皇族に準じる待遇をうけた李垠（旧大韓帝国、高宗第七皇子）に嫁した。「李方子」とは、第二次世界大戦後、王公族としての身分を喪失したことにより夫の姓を名乗ったものである。

## 生涯

### 皇族時代
1901年（明治34年）11月4日、梨本宮守正王と同妃伊都子夫妻の第1王女子（第1子）として誕生し、御七夜の11月11日に「方子」と命名された。曾祖父に佐賀藩主の鍋島直正がおり、妹には広橋真光伯爵の妻となった広橋規子がいる。
皇太子裕仁親王（後の昭和天皇）のお妃候補の一人として「（梨本宮）方子女王」の名前が取り沙汰されるが、学習院女子中等科在学中に李王世子（当時）である李垠と婚約した。
方子女王が自らの婚約を知ったのは、避暑のため現在の神奈川県中郡大磯町にある梨本宮家大磯別邸に滞在していた1916年（大正5年）8月3日の早朝、手元にあった新聞を何気なく開いて記事を発見した際である。大変ショックを受けたが、母・伊都子妃から宮内大臣を通じ「天皇の思し召し」であると説明を受けた。正式に梨本宮守正王から婚約を告げられた時には、「よくわかりました。大変なお役だと思いますが、ご両親のお考えのように努力してみます。」と答えた。
しかし、母・伊都子妃は後年公開された日記の中で、方子女王の縁談がまとまらず、寺内正毅朝鮮総督を通じ極秘裏に李王家（王公族）に縁談を申し込み、表向きは天皇の命令としたことを告白している。梨本宮家には方子女王と、妹の規子女王の姉妹しかおらず、近い将来の絶家が確実だったため、皇族との縁組を強く希望していた。
方子女王と李王世子垠の結婚に向けて、（日本の）皇族と王公族の身分の取り扱い問題が表面化し、最終的に1918年（大正7年）11月28日に皇室典範第39条が増補されて、皇族女子と王公族の結婚が容認された。同年12月5日に結婚の勅許が下りた
1918年（大正7年）12月8日に納采の儀が行なわれた。女子学習院卒業後、1919年（大正8年）1月25日に婚儀の予定だったが、直前に義父にあたる李太王（高宗）が脳溢血のため死去。これには日本側の陰謀による毒殺説が存在し、三・一運動の引き金ともなった。このため婚儀は延期された。李垠の服喪期間について、李王純宗を含む朝鮮側は数えで2年（実質3年）を主張したが、大正天皇は早期の結婚を要望し、皇族同様に1年の喪に服すこととなった。

### 王公族の一員として

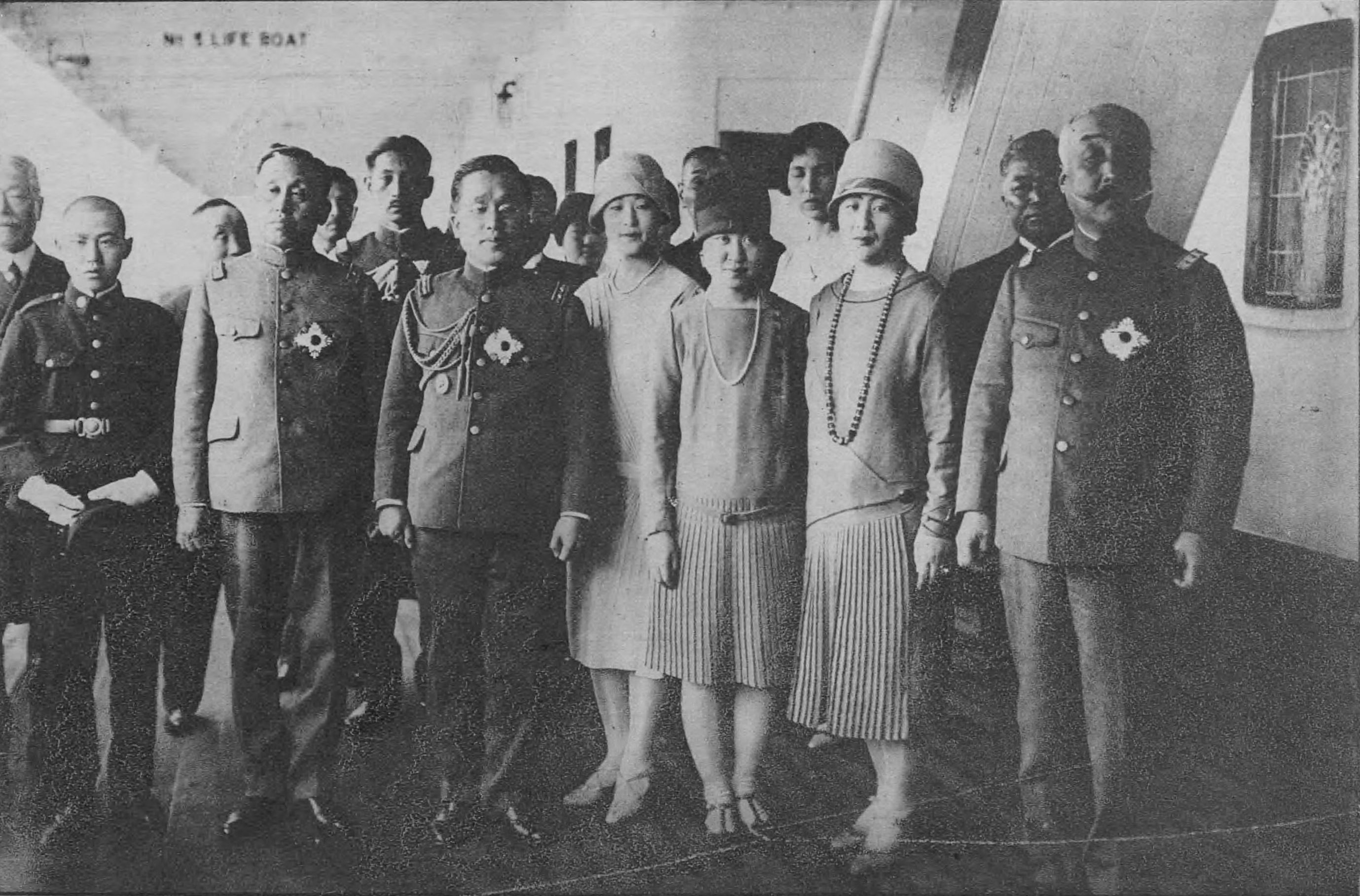
1928年、神戸港にて、帰国した李王同妃ら一行（前列左から李鍝公、李鍵公、李王垠、李王妃方子、梨本宮規子女王、梨本宮妃伊都子、梨本宮守正王）

喪が明けた1920年（大正9年）4月28日、李垠と婚姻した。厳密には非皇族男性への降嫁であるが、婚姻に際し、大正天皇の「御沙汰」によって、女王の身位を保持することとなった。
婚礼の直前に婚儀の際に朝鮮の独立運動家による暗殺未遂事件（李王世子暗殺未遂事件）が発生した。婚礼に際しては、和装（十二単）・洋装に加え、朝鮮服も準備された。方子自身は当時を「夢のようにしあわせな日々」と回想し、1921年（大正10年）、第1子・晋が誕生する。
1922年（大正11年）4月、夫妻は、晋を連れて日本統治下の朝鮮を訪問。李王朝の儀式等に臨んだが、帰国直前に晋は急逝した。急性消化不良と診断される。李太王を毒殺されたと考えた朝鮮側による報復の毒殺説がある一方で、日本軍部による毒殺説も流布されている。第1子を失った方子妃は、日本に留学した李垠の異母妹・李徳恵の身辺を親身に世話した。
1927年（昭和2年）5月から翌1928年（昭和3年）4月まで、夫妻は欧州を訪問した。横浜を出発し、7月4日にフランス入りして第一次世界大戦の要地を訪問した。8月6日からの英国訪問では、皇太子裕仁親王の欧州訪問時と同じく国王ジョージ5世と王妃メアリーと対面し、垠は英語で、妃方子女王はフランス語で、それぞれ通訳なしで会話した。10月にオランダに渡り、大戦の敗戦国であったドイツ及びオーストリア、デンマーク、ノルウェー、スウェーデン、チェコスロバキア、イタリアそしてバチカン市国を訪問した。旅行中は「Prince/Princess RI」の称号を用い、また北白川宮成久王・房子内親王夫妻（北伯爵夫妻）や東久邇宮稔彦王・聡子内親王夫妻（東伯爵夫妻）同様、「伯爵李垠」「伯爵夫人李方子」の通称を用いた。
その後、1923年（大正12年）と1930年（昭和5年）の計2度の流産を経て、1931年（昭和6年）12月、第2子・玖が誕生した。

### 戦後
1945年（昭和20年）の日本の敗戦による朝鮮領有権喪失、1947年（昭和22年）5月3日の日本国憲法施行に伴って王公族の身分を喪失し、1952年（昭和27年）4月28日の日本国との平和条約発効による日本の主権回復とともに日本国籍を喪失した（旧朝鮮籍のため無国籍となった）。李垠は財産税法による多額の税を課され、また身分に執着する弱みを握られ邸宅・資産を売却しながら、細々と生活を送っていた。
大韓民国の初代大統領であった李承晩は、譲寧大君の子孫であることを誇り、現実的には王政復古を怖れ、嫡流の李垠に敵対的であった。
一人息子の李玖は、長じて米国に留学し、1957年（昭和32年）にマサチューセッツ工科大学を卒業した。夫妻が卒業式に出席するため米国訪問を希望した際には、大学の招聘状を根拠に、日本政府が旅行証明書を発行した。訪米時に玖からジュリア・マロックを紹介され、方子も好感を持った。親子で米国で生活を送るが、1959年（昭和34年）3月、李垠が脳血栓に倒れ、同年5月に日本に戻る。翌1960年（昭和35年）に再度渡米を企図したが、招聘状等がないため旅行証明書を発行してもらえないため、夫妻は日本国籍を取得した。
1960年に李承晩が失脚すると、1961年（昭和36年）11月に訪米途上の朴正煕国家再建最高会議議長（当時）が病床の垠を見舞い、帰国を歓迎する旨を表明した。翌1962年（昭和37年）、大韓民国の国籍法の規定に基づき、夫妻が「韓国籍を回復」したことが告示された。1963年（昭和38年）11月21日、夫妻はようやく帰国を果たす。夫妻の生活費は韓国政府から支出され、昌徳宮内に住居を構えることとなった。1970年（昭和45年）4月28日に金婚式を記念したミサを李垠の入院するカトリック大学校ソウル聖母病院で開き、その3日後の5月1日、李垠と死別した。
韓国に帰化した方子は李垠の遺志を引き継ぎ、当時の韓国ではまだ進んでいなかった障害児教育（主に知的障害児・肢体不自由児）に取り組んだ。趣味でもあった七宝焼の特技を生かしソウル七宝研究所を設立し自作の七宝焼の他にも書や絵画を販売したり、李氏朝鮮王朝の宮中衣装を持って世界中を飛び回り王朝衣装ショーを開催する等して資金を集め、知的障害児施設の「明暉園」と知的障害養護学校である「慈恵学校」を設立する。なお、"明暉"は李垠の、"慈恵"は方子自身のそれぞれの雅号である。方子の尽力は韓国国内でも好意的に受け止められており、やがて功績が認められ、全斗煥大統領政権下の1981年（昭和56年）には、韓国政府から国民福祉の向上と国の発展に寄与したとして「国民勲章牡丹章」（勲二等）が授与された。
また、終戦後の混乱期に韓国に残留したり、急遽韓国に渡った、様々の事情を抱えた日本人妻たちの集まり、在韓日本人婦人会「芙蓉会」の初代名誉会長を務めた。また前述の福祉活動や病気治療のため度々来日し、昭和天皇、香淳皇后、皇太子明仁親王、皇太子妃美智子（当時）をはじめとする皇族とも交流を続けた。
1989年（平成元年）4月30日昌徳宮内の楽善斎にて死去、享年87。葬儀は旧令に従い、韓国皇太子妃の準国葬として執り行われ、日本からは三笠宮崇仁親王・同妃百合子が参列した。後に韓国政府から「国民勲章無窮花章」（勲一等）を追贈された。

## 身位等
- 方子女王：1901年（明治34年）- 1920年（大正9年）
- 李王世子妃 方子女王：1920年（大正9年）- 1926年（大正15年/昭和元年）
- 李王妃 方子女王：1926年（大正15年/昭和元年）- 1947年（昭和22年）
- 李方子：1947年（昭和22年）- 1989年（昭和64年/平成元年）

女王の地位は皇族との結婚の場合、保持される（親王妃等を参照）。厳密には非皇族男性への降嫁であったが、王公族は皇族に準ずる扱いであり、方子女王は天皇の御沙汰で女王の身位を保持した。

## 栄典

### 日本
- 1919年（大正8年）1月6日 - 勲二等宝冠章[35]
- 1926年（大正15年）12月21日 - 勲一等宝冠章[36]
- 1940年（昭和15年）8月15日 - 紀元二千六百年祝典記念章[37]

### その他国外
国名等は受章当時。日付は、日本の官報で受章した（贈進された）日付、又は当該国官報等で授与された日付のうち、早い方。
- 1927年（昭和2年）10月31日 -  オランダ : オラニエ家勲章（英語版）[38]

## 著書
- 『動乱の中の王妃』講談社、1968年11月。 NCID BB06078635。全国書誌番号:68010156。
- 『すぎた歳月』明暉園、1973年1月。 NCID BA45467174。全国書誌番号:22808443。
- 『流れのまゝに 李方子自叙伝写真集』井上司監修、明恵会、1978年10月。 NCID BN05862765。全国書誌番号:80018263。
- 『流れのままに』啓佑社、1984年1月。 NCID BN01802400。全国書誌番号:84020306。
- 『歳月よ王朝よ 最後の朝鮮王妃自伝』三省堂、1987年8月。 NCID BN0157698X。全国書誌番号:87053309。

## 登場作品
- 『王朝の歳月』（1989年、演：イ・フィヒャン）
- テレビドラマ『奇跡の夫婦愛スペシャル 第一夜「虹を架ける王妃」』（2006年、演：菅野美穂）
- NHK BS1スペシャル「“韓国の母”になった日本人　～朝鮮王朝最後の皇太子妃・李方子～」（2015年）
- 創作オペラ「ザ・ラストクイーン　朝鮮王朝最後の皇太子妃」（2015年　初演、2016年 文化庁芸術祭参加公演、2019年　大阪公演、主演：田月仙）
- 映画『ラスト・プリンセス 大韓帝国最後の皇女』（2016年、演：戸田菜穂）